# Liste der Monuments historiques in Avesnes-sur-Helpe
Die Liste der Monuments historiques in Avesnes-sur-Helpe führt die Monuments historiques in der französischen Gemeinde Avesnes-sur-Helpe auf.

## Liste der Bauwerke
| Bezeichnung             | Beschreibung                                     | Standort                            | Kennzeichnung | Schutzstatus           | Datum          | Bild           |
| ----------------------- | ------------------------------------------------ | ----------------------------------- | ------------- | ---------------------- | -------------- | -------------- |
| Stiftskirche St-Nicolas | Erbaut im 12./13. Jahrhundert                    | (Lage)                              | PA00107353    | Classé                 | 1913           | weitere Bilder |
| Befestigungsanlagen     | Erbaut im Mittelalter und im 16./17. Jahrhundert | Place Guillemin (Lage)              | PA00107356    | Inscrit Classé Inscrit | 1944 1981 1995 | weitere Bilder |
| Hôtel de Ville          | Erbaut im 18. Jahrhundert                        | (Lage)                              | PA00107354    | Classé                 | 1930           | weitere Bilder |
| Haus                    |                                                  | 30, place du Général Leclerc (Lage) | PA00107355    | Inscrit                | 1943           |                |
| Justizpalast            | Erbaut von 1827 bis 1835 und 1852                | 14, place Guillemin (Lage)          | PA59000137    | Inscrit                | 2007           |                |

## Liste der Objekte

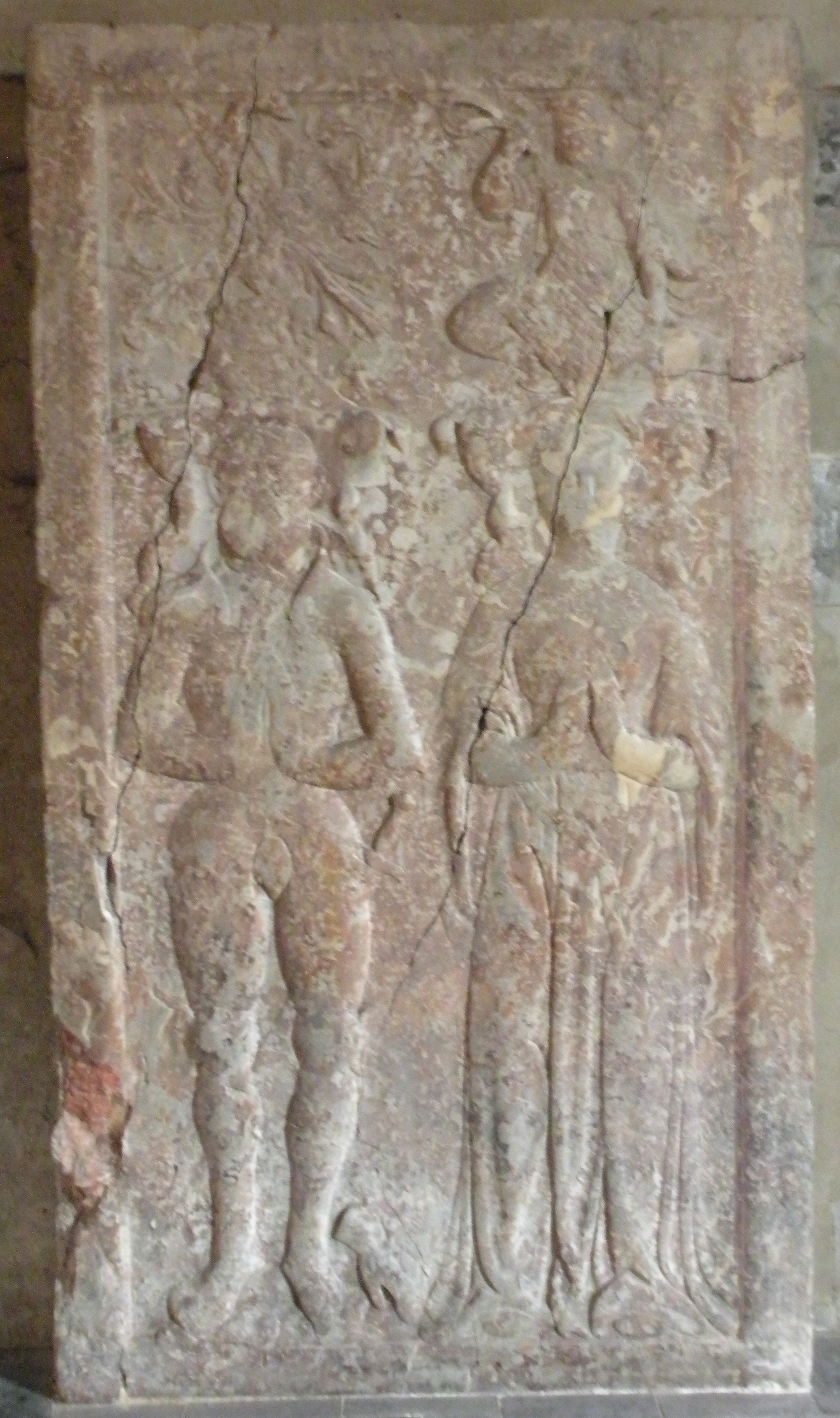
Grabplatte für Adrien de Blois († 1561) und seine Frau in der Kirche St-Nicolas

- Monuments historiques (Objekte) in Avesnes-sur-Helpe in der Base Palissy des französischen Kultusministeriums